# Krep
Krep (z francouzštiny: crêpé = tupírovaný) je tkanina s vlnitým, zrnitým, matným povrchem. Krepové výrobky jsou porézní, snadno se řasí a zpravidla se nemačkají.
Původ krepu není známý. Jeden z nejstarších dostupných dokladů pochází ze 17. století (viz snímek dole). V roce 1822 byl v Anglii podán první patent na gaufrovaný krep.

## Druhy krepu

### Krepová příze
je výrobek s vysokým počtem zákrutů (1200 až 2500 na metr) dodaných při předení nebo skaní. Nit má zrnitý povrch, je velmi pružná, snadno se sráží a smyčkuje, překroucením se snižuje pevnost až o 30 %. 

### Druhy krepových tkanin
V odborné literatuře se uvádí nejméně 30 druhů,  které autoři rozdělují různým způsobem do několika skupin, např.:
- Krepy vzniklé zvláštní vazbou a s použitím krepových přízí, např.:
  - v plátnové nebo keprové vazbě libovolným přidáváním nebo ubíráním vazných bodů tak, že nevzniká žádný vzor. Na tkanině se tím tvoří zrnitý povrch, který se zvýrazňuje použitím přízí s vysokým zákrutem střídavě kroucených doprava a doleva.[7]
  - spojením dvou vazeb (např. keprových) s rozdílnou střídou
  - zdvojnásobením střídy vazby (na vzornici), pootočením zvětšené vzornice o 90°, spojením původní a pootočené vzornice – vzniká např. ze střídy 8x8 nová vazba se střídou 15x15[8]
- Krepy s krepovou vazbou ze standardních přízí
- Krepy vyrobené v běžných vazbách z krepových přízí v osnově a/nebo v útku

Krepy s krepovou přízí v osnově i v útku se někdy nazývají úplné. Patří k nim např. žoržet nebo šifon
Jestliže tkanina obsahuje krepové příze jen osnově nebo jen v útku, říká se jí polokrep. K tomuto druhu patří např. krepdešín, marokén aj
- Krepy vzniklé speciální úpravou jako:
  - Louhový krep: Na povrchu tkaniny je různé vrapování vytvořené roztokem hydroxidu sodného. Krepový efekt vzniká smrštěním na místech, kde je tkanina potištěna tímto roztokem
  - Gaufrování: Tkanina probíhá mezi dvěma válci, z povrchu kovového válce vyčnívají určité vzory (podobně jako písmena na klávesách psacího stroje), kterými se textilie vtlačuje do povrchu druhého, gumového válce. Takto ražená struktura se pak ve tkanině (zpravidla ze syntetických vláken) fixuje horkým vzduchem.
  - Kloké, česky také záhybová tkanina, má plastický, vrásčitý povrch, který se dosáhne kombinací krepových nití v dutinné či stehové vazbě a s následným vysrážením. Kloké bývá nejčastěji v jednobarevném provedení.

## Použití
šaty, kostýmy, halenky, šály, indické sárí, ubrusy aj

## Příklady krepových tkanin

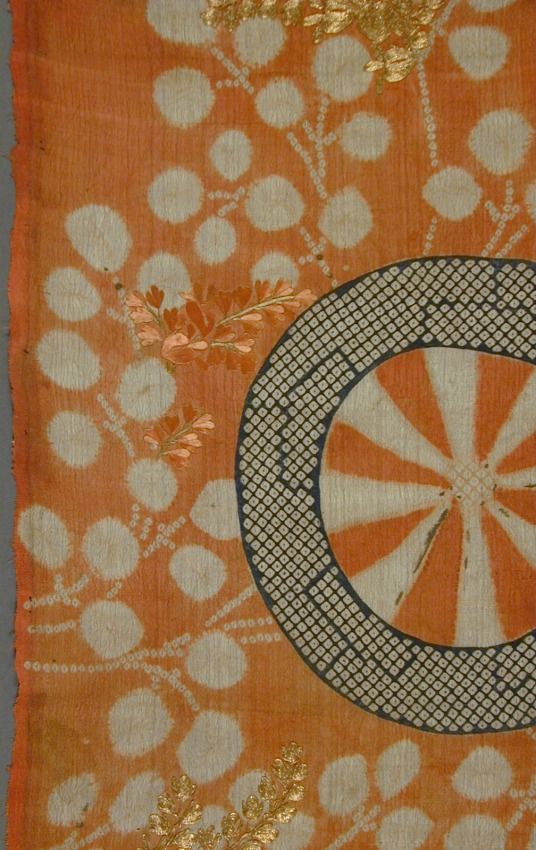
Hedvábný krep s výšivkou kovovou nití (z konce 17. století)
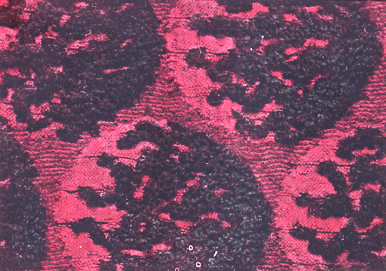
Kreponová tkanina s froté vzory (začátek 20. století)
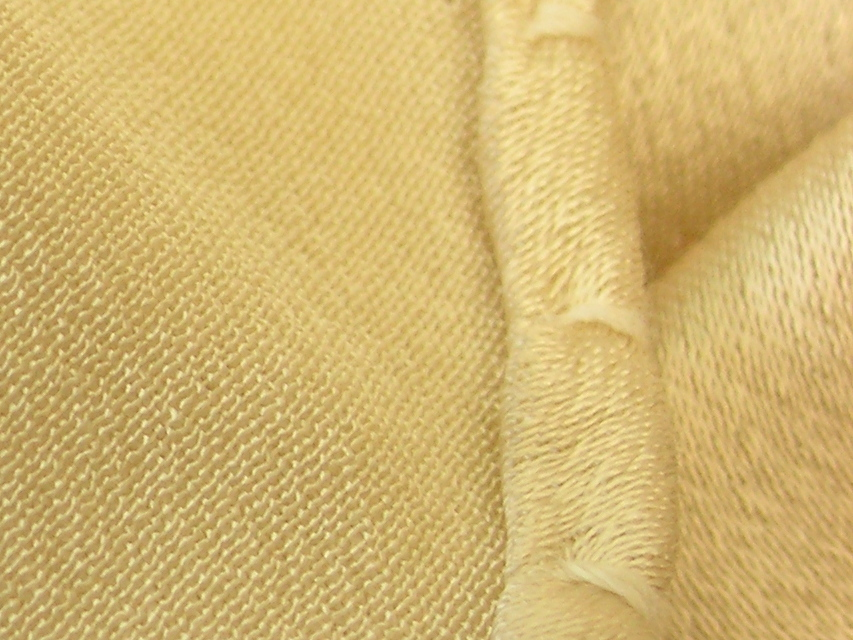
Hedvábný krep s atlasovou vazbou na rubní straně (pozdní dvacátá léta 20. století)
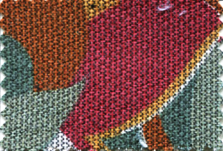
Bavlněný krep z roku 1933 (na nábytkové potahy)
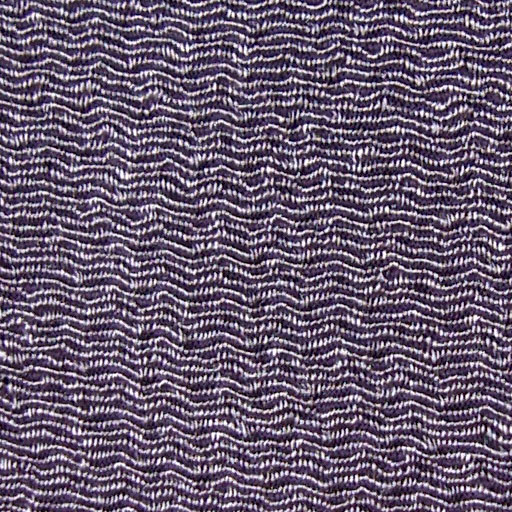
Japonský krep (chirimen) z viskózového filamentu
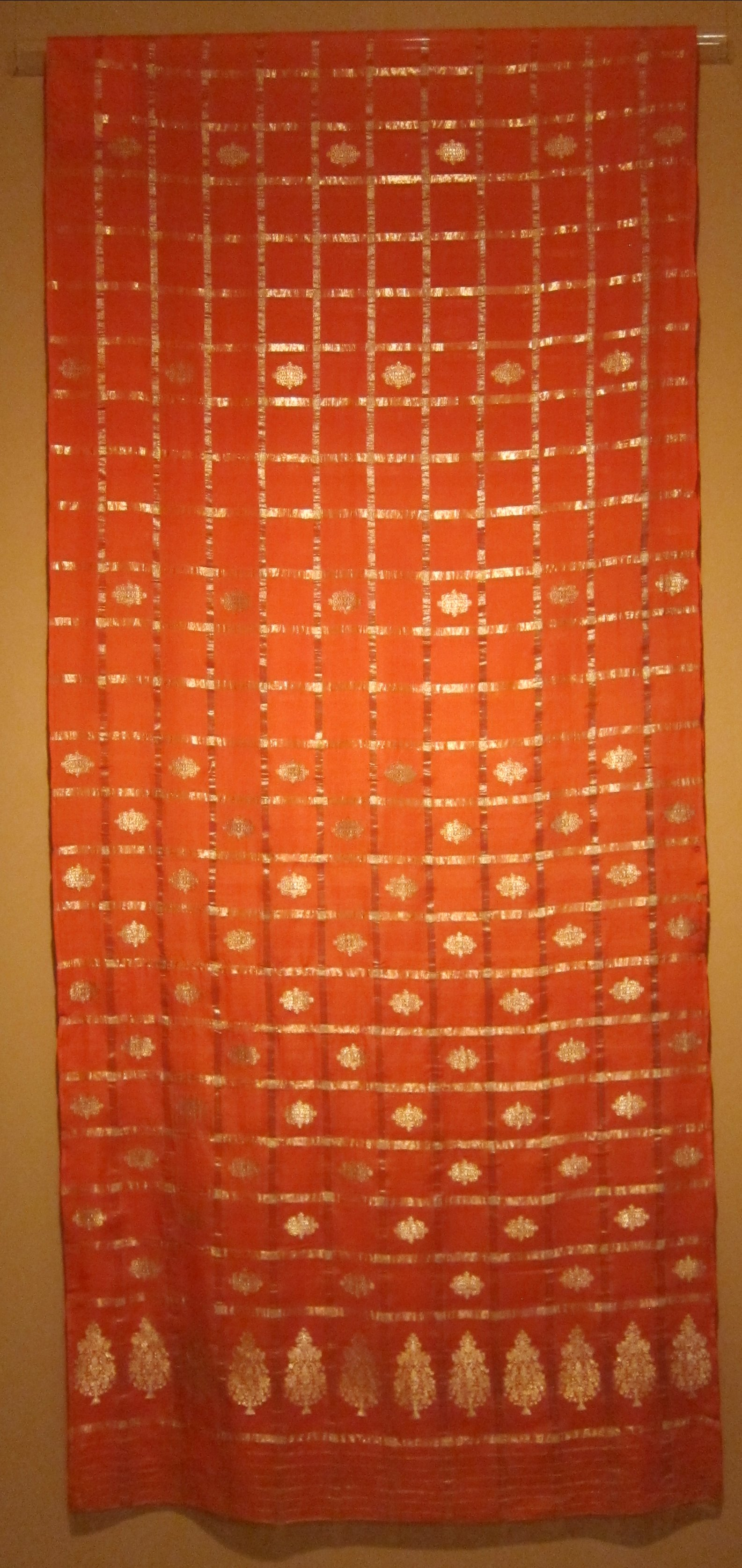
Indické sárí z krepové příze zdobené kovovou nití (z konce 20. století)
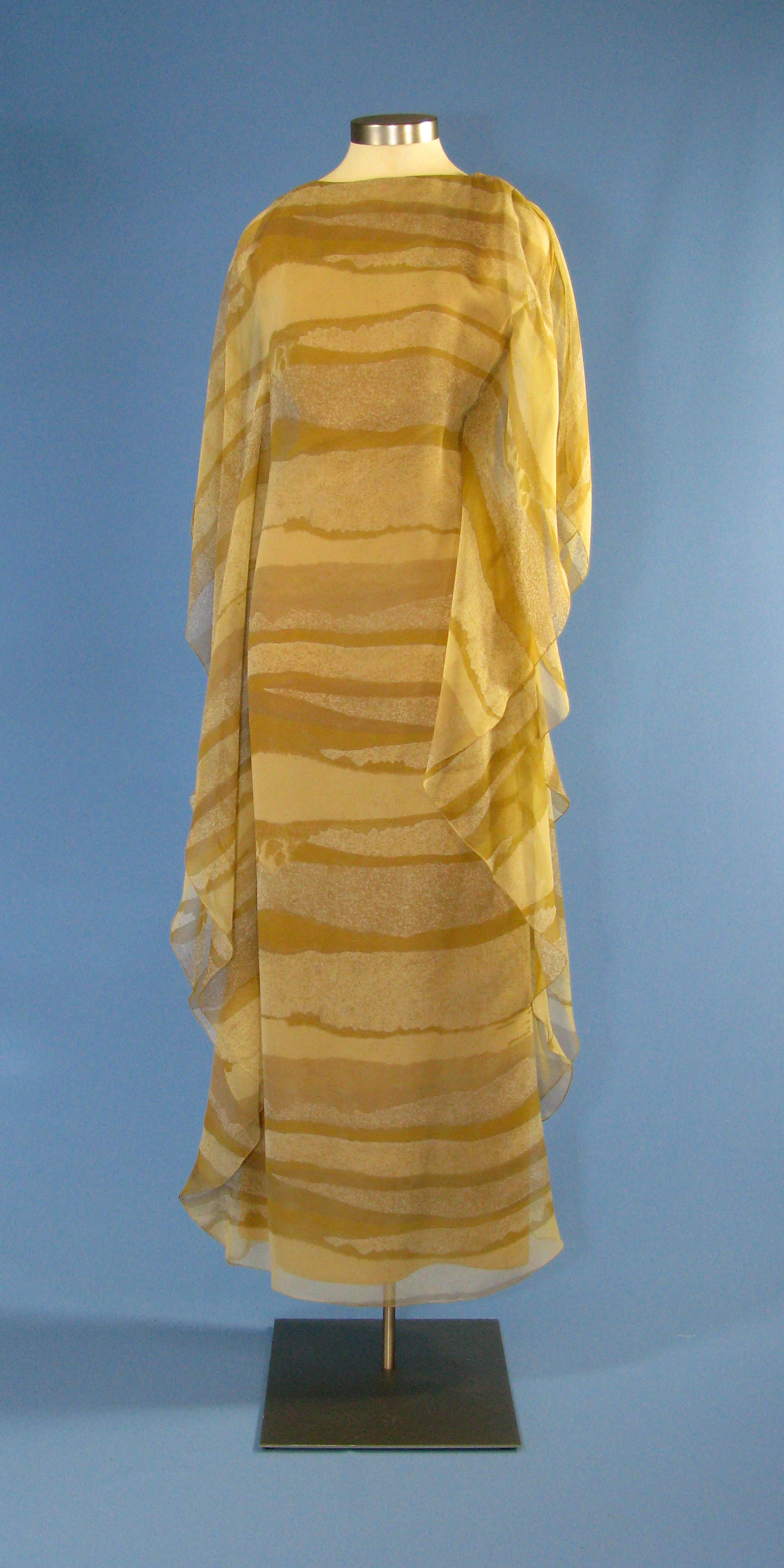
Šaty Betty Fordové (šifon z roku 1976)
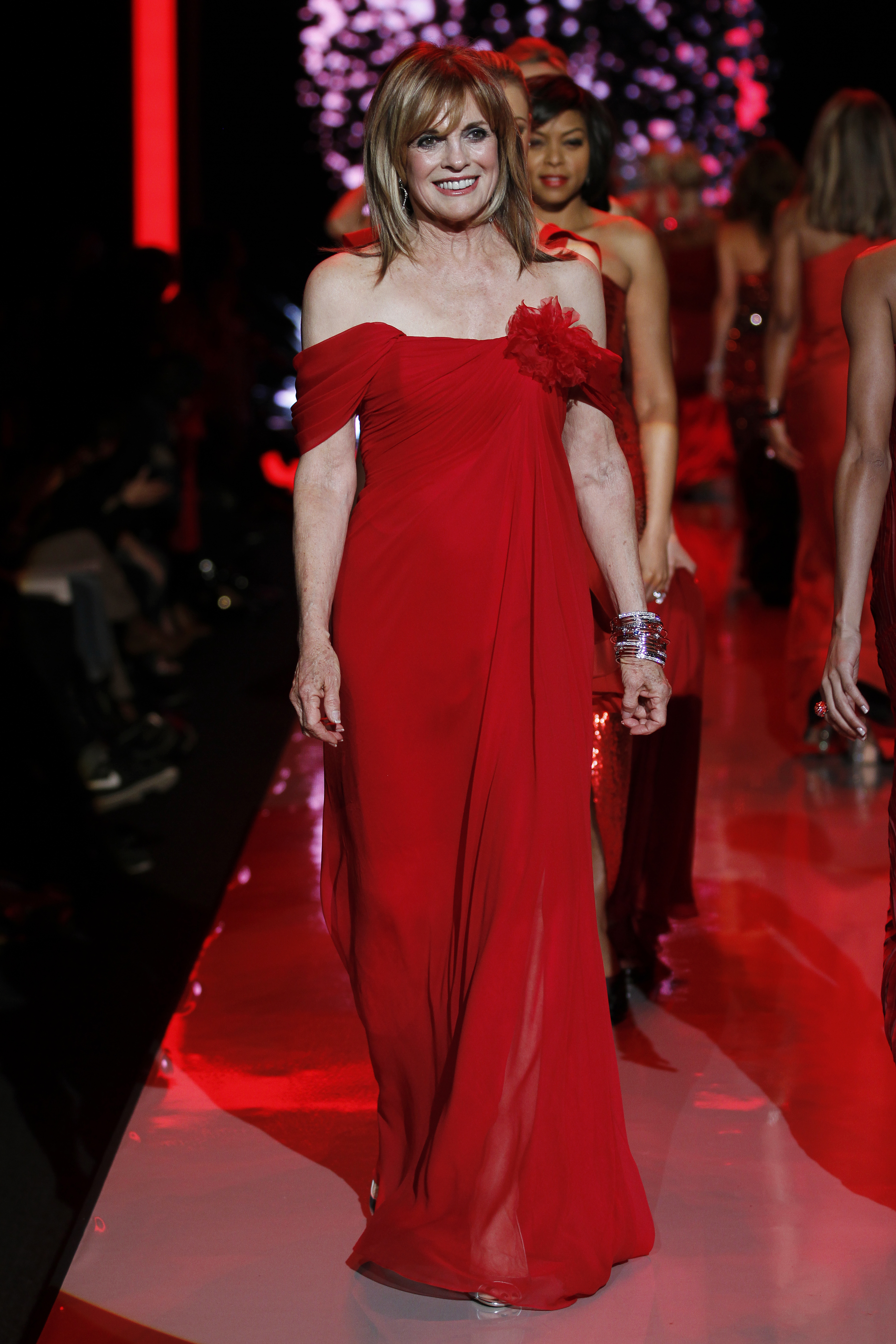
Šifon z roku 2011